# Гурвич, Светлана Николаевна
Светла́на Никола́евна Гу́рвич (урождённая Бухарина, 1924—2003) — советская и российская учёная, дочь русского революционера Николая Ивановича Бухарина, казнённого в период большой чистки в СССР.

## Биография
Родилась 24 июня 1924 года в Москве в семье Николая Бухарина и его второй жены — Эсфири Исаевны Гурвич (1895—1989), члене партии с мая 1917 года, в 1949 году она была арестована и приговорена к 10 годам лагерей, в 1956 году реабилитирована. В 1937 году Светлана в обстановке террора взяла фамилию матери.
Училась на историческом факультете Московского государственного университета, в 1946 году была из него исключена. В 1949 году Светлана Гурвич была арестована и приговорена к 5 годам ссылки, которую отбывала в селе Пихтовка Новосибирской области. Освобождена по амнистии 1953 года. Окончила исторический факультет Горьковского государственного университета в 1954 году.
В 1956—1960 обучалась в аспирантуре Института истории Академии наук СССР (ныне Институт всеобщей истории РАН), где продолжила работать. Кандидат исторических наук (1963, тема диссертации «Рабочее движение и „левый блок“ во Франции в 1924—1926 гг.»); доктор исторических наук (1989, тема диссертации «Радикал-социалисты и рабочее движение во Франции в начале XX века»).
Умерла 10 апреля 2003 года в Москве.